# Аппер-Саутгемптон Тауншип (округ Бакс, Пенсільванія)
Аппер-Саутгемптон Тауншип (англ. Upper Southampton Township) — селище (англ. township) в США, в окрузі Бакс штату Пенсільванія. Населення — 15 269 осіб (2020).

### Клімат
| Клімат : Аппер-Саутгемптон Тауншип | Клімат : Аппер-Саутгемптон Тауншип | Клімат : Аппер-Саутгемптон Тауншип | Клімат : Аппер-Саутгемптон Тауншип | Клімат : Аппер-Саутгемптон Тауншип | Клімат : Аппер-Саутгемптон Тауншип | Клімат : Аппер-Саутгемптон Тауншип | Клімат : Аппер-Саутгемптон Тауншип | Клімат : Аппер-Саутгемптон Тауншип | Клімат : Аппер-Саутгемптон Тауншип | Клімат : Аппер-Саутгемптон Тауншип | Клімат : Аппер-Саутгемптон Тауншип | Клімат : Аппер-Саутгемптон Тауншип | Клімат : Аппер-Саутгемптон Тауншип |
| Показник                           | Січ.                               | Лют.                               | Бер.                               | Квіт.                              | Трав.                              | Черв.                              | Лип.                               | Серп.                              | Вер.                               | Жовт.                              | Лист.                              | Груд.                              | Рік                                |
| Середній максимум, °C              | 4,4                                | 6,1                                | 10,7                               | 17,2                               | 22,6                               | 27,6                               | 29,9                               | 29,1                               | 25,2                               | 18,9                               | 13,0                               | 6,8                                | 17,7                               |
| Середня температура, °C            | −0,2                               | 1,3                                | 5,4                                | 11,3                               | 16,6                               | 21,9                               | 24,4                               | 23,6                               | 19,6                               | 13,1                               | 7,8                                | 2,3                                | 12,3                               |
| Середній мінімум, °C               | −4,7                               | −3,6                               | 0,2                                | 5,4                                | 10,7                               | 16,1                               | 18,8                               | 18,1                               | 13,9                               | 7,3                                | 2,7                                | −2,1                               | 6,9                                |
| Норма опадів, мм                   | 90                                 | 69                                 | 103                                | 102                                | 110                                | 110                                | 133                                | 113                                | 112                                | 95                                 | 93                                 | 100                                | 1230                               |
| Вологість повітря, %               | 66.2                               | 62.7                               | 58.7                               | 57.9                               | 62.4                               | 65.9                               | 66.9                               | 69.1                               | 70.0                               | 69.5                               | 67.7                               | 67.8                               | 65.4                               |
| ---------------------------------- | ---------------------------------- | ---------------------------------- | ---------------------------------- | ---------------------------------- | ---------------------------------- | ---------------------------------- | ---------------------------------- | ---------------------------------- | ---------------------------------- | ---------------------------------- | ---------------------------------- | ---------------------------------- | ---------------------------------- |
| Джерело: PRISM Climate Group       |                                    |                                    |                                    |                                    |                                    |                                    |                                    |                                    |                                    |                                    |                                    |                                    |                                    |

## Демографія
Згідно з переписом 2010 року, у селищі мешкали 15 152 особи в 5898 домогосподарствах у складі 4236 родин. Було 6120 помешкань
Расовий склад населення:
| - 95,8 % — білих - 1,8 % — азіатів - 0,8 % — чорних або афроамериканців - 0,1 % — вихідців з тихоокеанських островів - 0,1 % — корінних американців |

До двох чи більше рас належало 1,1 %. Частка іспаномовних становила 1,6 % від усіх жителів.
За віковим діапазоном населення розподілялося таким чином: 18,6 % — особи молодші 18 років, 59,1 % — особи у віці 18—64 років, 22,3 % — особи у віці 65 років та старші. Медіана віку мешканця становила 47,4 року. На 100 осіб жіночої статі у селищі припадало 92,7 чоловіків;  на 100 жінок у віці від 18 років та старших — 89,7 чоловіків також старших 18 років.
Середній дохід на одне домашнє господарство  становив 88 391 долар США (медіана — 72 078), а середній дохід на одну сім'ю — 104 855 доларів (медіана — 92 770). Медіана доходів становила 58 358 доларів для чоловіків та 47 647 доларів для жінок. За межею бідності перебувало 3,9 % осіб, у тому числі 1,7 % дітей у віці до 18 років та 6,2 % осіб у віці 65 років та старших.
Цивільне працевлаштоване населення становило 7912 осіб. Основні галузі зайнятості: освіта, охорона здоров'я та соціальна допомога — 27,0 %, роздрібна торгівля — 12,4 %, науковці, спеціалісти, менеджери — 10,4 %, мистецтво, розваги та відпочинок — 9,0 %.